# Gmina Mieroszów
Gmina Mieroszów je polská městsko-vesnická gmina v  okrese Valbřich v Dolnoslezském vojvodství. Sídlem gminy je město Głuszyca. V roce 2020 zde žilo 6 587 obyvatel.
Gmina má rozlohu 76,1 km² a zabírá 17,7 % rozlohy okresu. Skládá se z 8 starostenství.

## Části gminy
Starostenství
Golińsk, Kowalowa, Łączna, Nowe Siodło, Różana, Rybnica Leśna, Sokołowsko, Unisław Śląski